# Fredericia
Fredericia és una ciutat danesa de la península de Jutlàndia, capital del municipi de Fredericia que forma part de la regió de Syddanmark, ambdós creats l'1 de gener del 2007 com a part d'una reforma territorial. Està situada front l'illa de Fiònia a la sortida nord de l'estret del Petit Belt. Al sud de la ciutat passa la ruta europea E20, que uneix Jutlàndia amb l'illa de Fiònia, a través del pont nou del Petit Belt. Va ser fundada el 1650 com una fortalesa, el seu origen militar encara és visible al centre de la ciutat, amb carrers ortogonals envoltats per la banda de terra per una fortalesa força ben conservada. Encara avui dia la ciutat és seu d'un regiment de l'exèrcit de terra danès.

## Història
Després de la devastació provocada per la Guerra dels Trenta Anys a Jutlàndia, el rei Cristià IV es va adonar de la necessitat de construir fortaleses a la península i va decidir de combinar aquest projecte amb els seus plans de construir una ciutat a Jutlàndia. Primer es va construir un campament fortificat al lloc anomenat Lyngs Odde, prop de la ubicació actual de Fredericia, amb una muralla i un fossat. Tanmateix, les fortificacions no eren perfectes, i quan el mariscal suec Lennart Torstenson va envair Jutlàndia, va ser capaç de trencar les defenses. Va ser Frederic III, qui finalment va completar els plans de fortificació.
El 15 de desembre del 1650 el rei va signar el document que va donar a la ciutat els primers privilegis, i va començar la construcció de la nova fortalesa i de la ciutat. El 1651 la ciutat va ser anomenada Frederiksodde en honor del rei, més tard, el 22 d'abril del 1664 va prendre el seu nom llatinitzat actual de Fredericia.
Cada 6 de juliol se celebra un festival per commemorar la batalla de Fredericia del 1849, que es va produir en el marc de la Primera Guerra de Schleswig, i que van guanyar els danesos front les tropes de Slesvig-Holstein que havien posat setge a la ciutat.

## Personatges il·lustres
- Henrik Pontoppidan (1857 - 1943), novel·lista guardonat amb el Premi Nobel de Literatura l'any 1917